# مانوئل خیمنز
 مانوئل خیمنز (انگلیسی: Manuel Jimenes؛ ۱۴ ژانویهٔ ۱۸۰۸ – ۲۲ دسامبر ۱۸۵۴) یک سیاست‌مدار اهل جمهوری دومینیکن بود.